# Paracharontoidea
Paracharontoidea is een superfamilie uit de onderorde Paleoamblypygi van de zweepspinnen (Amblypygi). De superfamilie bestaat uit 1 nog levende en 5 uitgestorven soorten

## Taxonomie
- Familie Paracharontidae
  - Geslacht Paracharon - Hansen, 1921
    - Paracharon caecus - Hansen, 1921
- Familie incertae sedis
  - Geslacht Britopygus  † - Dunlop & Martill, 2002
    - Britopygus weygoldti  † - Dunlop & Martill, 2002

  - Geslacht Graeophonus  † - Scudder, 1890
    - Graeophonus anglicus  † - Pocock, 1911
    - Graeophonus carbonarius  † - (Scudder, 1876)

  - Geslacht Sorellophrynus  † - Harvey, 2002
    - Sorellophrynus carbonarius  † - Petrunkevitch, 1913

  - Geslacht Thelyphrynus  † - Petrunkevitch, 1913
    - Thelyphrynus elongatus  † - Petrunkevitch, 1913